# Max Mallowan
Max Edgar Lucien Mallowan, né le 6 mai 1904 à Wandsworth au Royaume-Uni et mort le 19 août 1978 Wallingford, est un archéologue britannique, spécialiste du Moyen-Orient. Il a été le second mari de la romancière Agatha Christie de 1930 jusqu'à la mort de celle-ci en 1976. Il est incarné par Lucian Msamati dans Coup de théâtre.

## Biographie
Max Mallowan fait des études classiques (appelées Classics (en) au Royaume-Uni), composées de linguistique, littérature, histoire de l'art et archéologie, au New College de l'université d'Oxford. En 1925, il devient le premier assistant de Sir Leonard Woolley sur le site de fouilles d'Ur, en Mésopotamie (actuel Irak).

### La rencontre d'Agatha Christie
Sur ce site de fouilles, en 1930, il rencontre Agatha Christie, récemment divorcée. Ils sympathisent mais la romancière doit écourter sa visite et retourner en Angleterre en urgence, sa fille Rosalind ayant contracté une pneumonie. Dans la précipitation, la romancière se fait une entorse à la cheville, Max Mallowan se propose donc de la raccompagner. De retour en Angleterre, il décide de ne pas repartir immédiatement au Moyen-Orient, trouvant un poste au British Museum. Les deux amis se revoient régulièrement et lors d'un week-end à Ashfield, la maison familiale d'Agatha Christie, Max la demande en mariage. Celle-ci hésitera du fait de leurs nombreuses différences : elle est anglaise, anglicane, il est d'origine autrichienne, catholique. De plus, elle est de 15 ans son aînée. Christie finit par accepter et ils se marient discrètement le 11 septembre 1930, se méfiant de la presse depuis l'affaire de sa disparition car cette dernière ne manquerait pas d'évoquer le mariage entre une anglicane divorcée et un catholique qui a décidé de se convertir à l'anglicanisme.

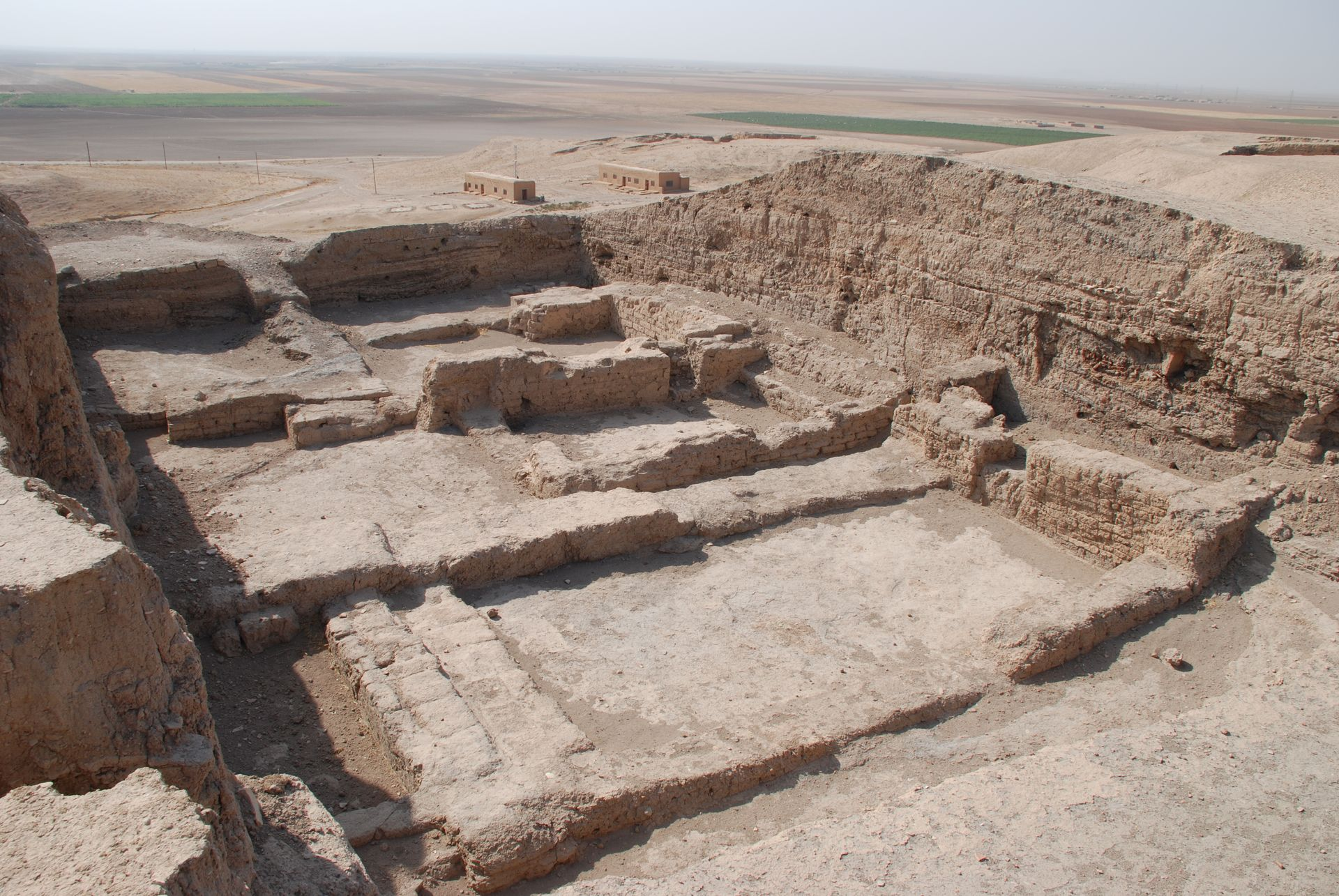
Ruines du palais d'époque du Mitanni, à Tell Brak (Syrie).

Pour leur voyage de noces, le couple Mallowan se rend à Venise, à Split (Yougoslavie) et enfin en Grèce. A Athènes, Max Mallowan doit retourner sur le site d'Ur et laisser seule sa femme, pourtant victime d'une sérieuse intoxication alimentaire. Le directeur des fouilles Leonard Woolley et sa femme Catherine ne veulent pas de la présence de la romancière. Face à l'attitude des Woolley, Max cherche d'autres chantiers de fouille, il accepte une proposition du Dr Campbell-Thompson qui dirige des fouilles à Ninive.
Max Mallowan veut maintenant conduire ses propres fouilles et se faire un nom dans le milieu. Au printemps 1933, il parvient à convaincre le British Museum de financer une expédition sur le site de Tell Arpachiyah (Irak). La campagne est un succès, Max n'aura plus de difficultés à trouver des financements pour ses expéditions suivantes. En raison d'une situation politique explosive en Irak, il mène désormais ses fouilles en Syrie, d'abord à Chagar Bazar au printemps 1935, puis à Tell Brak au printemps 1936. Agatha Christie accompagne son mari dans toutes ses campagnes de fouilles archéologiques. Au mois de décembre 1938, ils quittent la Syrie.
La citation apocryphe « Un archéologue est le meilleur mari qu'une femme puisse avoir : plus elle vieillit, plus il s'intéresse à elle » est en fait la formule d'un chroniqueur londonien, Beverley Nichols, qui l'a attribuée à Agatha Christie pour mieux se moquer d'elle.

### La Seconde Guerre mondiale
Le 3 septembre 1939, l'Angleterre déclare la guerre à l'Allemagne nazie. Max Mallowan, 35 ans, s'engage dans la défense civile de Brixham, ne pouvant prétendre à plus sans formation militaire, de plus son père est autrichien. En 1940, il est engagé à Londres comme secrétaire du professeur Garstang, ami et directeur de l'École britannique d'archéologie d'Ankara. Après avoir loué le Greenway Estate à une certaine Mrs Arbuthnot, sa femme le rejoint dans la capitale. Les raids aériens allemands les obligent à changer plusieurs fois de logement. Ils finissent par s'installer dans un appartement de Lawn Road après que leur maison de Sheffield Terrace a été bombardée. En février 1941, il est admis dans le service de Stephen Glanville au ministère de l'Air. Sa connaissance de la langue arabe lui permet d'être envoyé au Caire comme commandant. Il quitte l'Égypte pour la Tripolitaine en février 1942. Il vit pendant six mois dans l'ancienne cité phénicienne Sabrat, puis à Misrata. Il revient à Tripoli comme secrétaire aux Affaires arabes. Max revient finalement de la guerre en mai 1945 et après sa démobilisation, le couple retourne s'installer dans leur maison de Greenway.

### Activités en Angleterre
Fin 1947, Max est nommé professeur d'archéologie de l'Asie Mineure à l'Institut d'archéologie de l'université de Londres, poste qu'il conserve jusqu'en 1961. La même année, il devient également directeur de la British School of Archaeology in Iraq et doit diriger une nouvelle expédition. Le couple mène des fouilles à Nimrud (Irak), et Agatha Christie, proche de la soixantaine, y participe tout en continuant à écrire. À partir de 1951, ils font de grandes découvertes, mais en 1958 ils doivent quitter le pays à cause de la révolution après l'assassinat du roi Fayçal II d'Irak.
Il est fait commandeur de l'ordre de l'Empire britannique (CBE) en 1960 et chevalier en 1968. Il est également titulaire d'un poste honorifique à l'All Souls College de l'université d'Oxford.
Agatha Christie, meurt le 12 janvier 1976 dans sa résidence de Wallingford, près d'Oxford. Max épouse en secondes noces l'archéologue Barbara Parker en 1977. Le 19 août 1978, il meurt à Wallingford dans l'Oxfordshire, à 74 ans, d'une crise cardiaque après une opération de la hanche. Il est enterré dans le cimetière de Cholsey, à côté d'Agatha Christie.

## Publications
- (en) Twenty-five years of Mesopotamian discovery : 1932-1956, British School of Archaeology in Iraq, 1959, 80 p.
- (en) Mallowan's memoirs : Agatha and the Archaeologist, HarperCollins, 1977, 336 p. (ISBN 0-00-729662-2)
- (en) The Nimrud Ivories, British Museum Publications Limited, 1978, 63 p. (ISBN 0-7141-8000-9)